# الدوري التشيلي لكرة القدم 1988
الدوري التشيلي لكرة القدم 1988 (بالإسبانية: Primera División de Chile 1988)‏ هو الموسم 56 من الدوري التشيلي لكرة القدم. كان عدد الأندية المشاركة فيه 16، وفاز فيه نادي كوبريلوا.